# Baie d'Uchiura
La baie d'Uchiura (内浦湾, Uchiura-wan) est une baie de l’île de Hokkaidō, dans le nord du Japon, au sud-ouest de Sapporo. Elle a également été connue sous le nom de baie d'Iburi et baie du volcan.